# Милан Стоянович
Милан Стоянович (на сърбохърватски: Милан Стојановић / Milan Stojanović) е югославски футболист, вратар.

## Кариера
Милан Стоянович играе за БСК в Първа лига на Югославия.
През 1930 г. той плава през океана заедно с югославския национален отбор за първата Световна купа в Уругвай. Той е резерва на основния вратар Милован Якшич, който играе във всичките три мача на турнира, така че Стоянович никога не успява да се докаже.